# Helluvah
Pour les articles homonymes, voir Warmé.
Camille W. dite Helluvah est une musicienne française, née à Paris en 1982.

## Biographie
Elle a étudié le journalisme au Centre de Formation des Journalistes de Paris avant d'entamer en 2005 sa carrière musicale sous le nom d'Helluvah, un mot tiré de l'argot anglais signifiant Sacré…, Espèce de…, littéralement Enfer de… (helluva est la contraction de l'expression hell of a).
Entre 1999 et 2001, alors qu'elle habite Nice, elle fait partie d'un groupe de rock appelé Fog. Sa musique est inspirée par des artistes comme PJ Harvey, Shannon Wright, Cat Power et par le rock anglo-saxon indépendant en général. Elle écrit et chante en anglais, et sa musique peut être décrite comme du rock indépendant nerveux et délicat, aux accents doux-amers. 
Elle est sélectionnée pour les finales du tremplin Zebrock en 2006. Après une première démo intitulée Lost in Progress qu'elle fait circuler en 2006, Helluvah enregistre son premier album avec le producteur lyonnais Bob X, également producteur de l'artiste lyonnaise Vale Poher. Elle signe sur le label Blog Up Musique qui sortira en novembre 2007 son premier maxi, Fall to winter, qui comprend deux titres que l'on retrouvera sur l'album, Breathe in Breathe out et Dance for me. Son premier album Emotion pills sort en mai 2008 en distribution chez Pias,.
La réalisatrice Cheyenne Carron inclut deux titres d'Emotion Pills, Dance for me et Breathe in Breathe Out, dans la bande-originale de son long-métrage Ne Nous Soumets Pas à la Tentation. 
Elle a joué au Festival Les Femmes s'en mêlent, et a ouvert pour des artistes comme Aṣa, Moriarty, The Long Blondes, Carla Bozulich, The Hidden Cameras etc. et tourné dans de nombreux pays (Italie, Belgique, Pays-Bas, Lituanie, Lettonie etc.)
Après deux albums sortis de façon traditionnelle, le troisième, Long Distance Runners, fait l'objet en 2013 d'une levée de fonds via le site de crowdfunding KissKissBankBank. Le disque est annoncé pour 2014/2015.
Un premier single issu de ces enregistrements sort en septembre 2014 sur le label Dead Bees records puis l'album sort en 2015.
On y trouve notamment un duo avec l'artiste belge Marc Huyghens (ancien chanteur de Venus et de Joy) sur le titre « This is hot », ainsi que la chanteuse française Katel aux chœurs sur « The lights ». 
À la suite de la sortie de Long Distance Runners en 2015, Helluvah multiplie les concerts. En juin 2017, elle fait une tournée aux États-Unis, notamment une date au club de Los Angeles, le Viper Room. 
Le maxi "Echo Valley", en lien avec cette tournée américaine, sort au printemps 2018, avec pour la première fois, un titre en français, "La Fête", qui a les honneurs du quotidien Libération. Helluvah rejoue au festival Les Femmes S'en Mêlent, cette fois-ci avec Virginie Despentes + Zero ou encore The Pack AD. 
En 2020 sort son 4e album, Lonely Riots, chez Dead Bees Records et Jarane Records. Comme tous ses disques, il a été réalisé par BobX, qui l'accompagne également sur scène. Le premier single s'intitule " Soleil Noir ".

## Discographie

### Albums
- 2008 - Emotion Pills  - Blog Up Musique
- 2011 - As we move silently - Label Etrange[13]
- 2015 - Long Distance Runners - Dead Bees Records
- 2020 - Lonely Riots - Dead Bees Records / Jarane Records.

### Maxi et démo
- 2006 - Lost in progress - Autoproduction (demo)
- 2007 - Fall to winter  - Blog Up Musique
- 2014 - Short Distance Runners - Dead Bees records
- 2018 Echo Valley - Dead Bees Records

### Apparitions sur des compilations
- 2020 - ADA Vol 53[14]
- 2018 - LFSM #21
- 2014 - 12: Dead Bees records label sampler #12, Dead Bees records[15]
- 2008 - Have a good night 3, Food for your computer / Food for your stereo, L'OPA et Believe Présentent[16]
- 2007 - Fresh and French Tour, Have a good night 2, Red plane Records vol. 3, Le Grand Zebrock